# 扬州北站
扬州北站是宁启铁路上的车站，位于中华人民共和国江苏省扬州市邗江区三星村。车站隶属上海铁路局新长车务段管辖，为四等货运站，主要到发品为煤炭、化工品、钢铁、木材及金属矿石，车站设有通往扬农化工集团的专用线。
车站建于2003年，2004年竣工并投入运营，当时站名扬州东站。2020年7月28日，连镇高铁联络线经新设的泰安镇站接入本站。2020年8月19日车站更名为扬州北站，扬州东站一名由连镇客运专线车站使用。